# Harmony (Beni)
Harmony è un brano musicale della cantante giapponese j-pop Beni Arashiro, pubblicato come primo singolo estratto dall'album Beni il 9 giugno 2004. Il singolo ha raggiunto la ventiseiesima posizione della classifica Oricon dei singoli più venduti in Giappone, vendendo 10 753 copie. Il brano è stato utilizzato come sigla di apertura della serie televisiva Rei-kan Bus Guide Jikenbo.

## Tracce
CD Singolo AVCD-30603
1. Harmony
2. Silhouette
3. Emotion
4. Harmony (Instrumental)
5. Silhouette (Instrumental)

Durata totale: 24:53

## Classifiche
| Classifica (2004) | Posizione più alta |
| ----------------- | ------------------ |
| Giappone (Oricon) | 26                 |